# Rouven Kötter

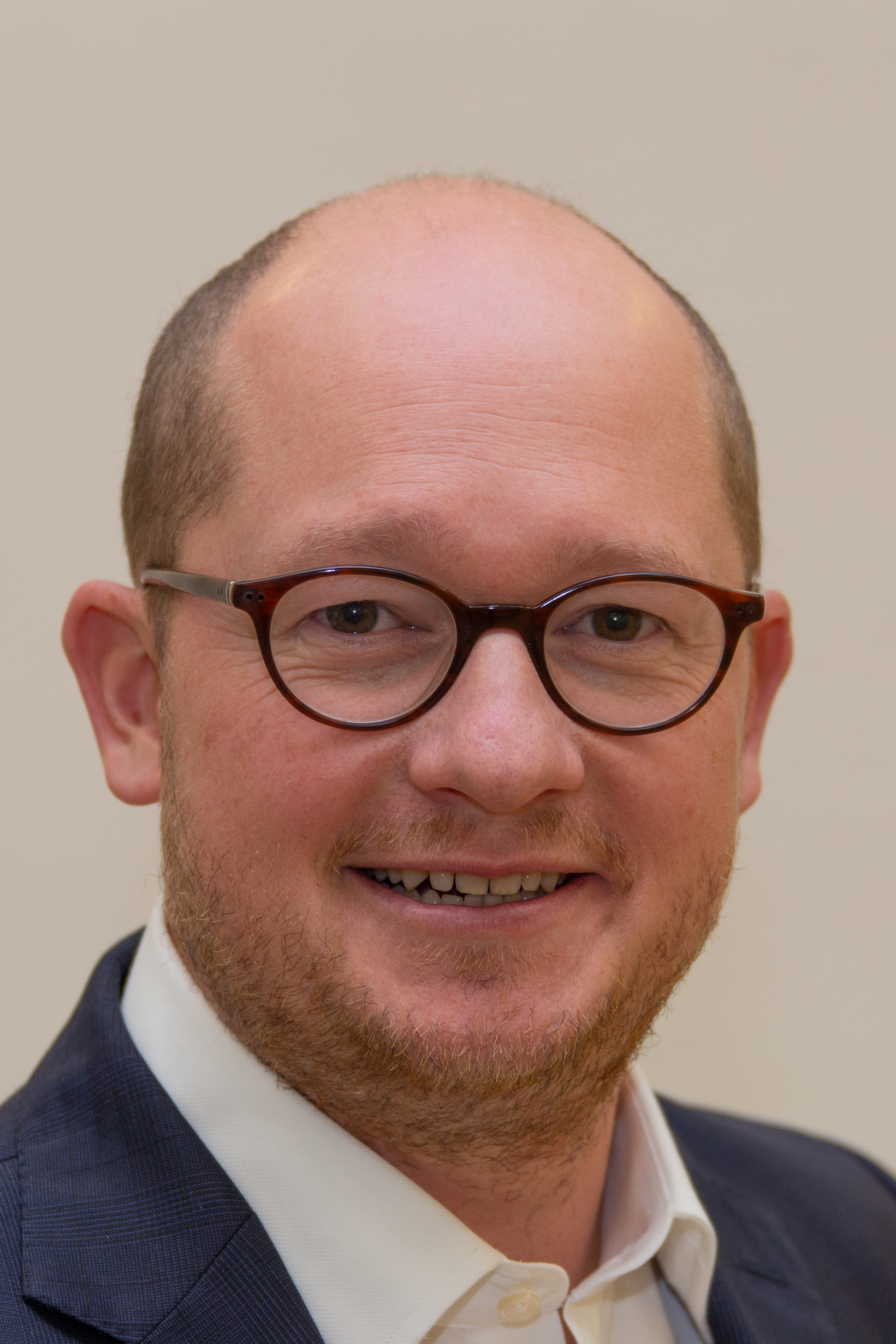
Rouven Kötter, 2020

Rouven Kötter (* 1979 in Friedberg, Hessen) ist ein deutscher Kommunalpolitiker (SPD) und ehemaliger Bürgermeister der Gemeinde Wölfersheim in der Wetterau. Er ist Erster Beigeordneter des Regionalverbandes FrankfurtRheinMain.

## Ausbildung und Beruf
Im Jahr 1979 in Friedberg (Hessen) geboren, besuchte er folgende Schulen und Hochschulen: Grundschule Wölfersheim, Ernst-Ludwig-Schule Bad Nauheim (Abitur), FH Gießen-Friedberg (Diplom-Betriebswirt und Master of Business Administration) und Universität Kassel (Master of Public Administration).
Der gelernte Bank- und Sparkassenkaufmann (Sparkasse Oberhessen) absolvierte seinen Zivildienst in einer integrativen Kindertagesstätte in Wölfersheim und war ab dem Jahr 2005 bis zu seiner Wahl als Bürgermeister bei der Gemeinde Wölfersheim als Referent für Wirtschaftsförderung, Marketing und Controlling verantwortlich.

## Politik
Kötter war vom 1. Juli 2008 bis Ende Februar 2018 Bürgermeister der Gemeinde Wölfersheim. Bei seiner ersten Wahl 2008 setzte er sich im ersten Wahlgang gegen vier Mitbewerber mit 69,5 % durch. Bei seiner Wiederwahl 2014 siegte er gegen einen Mitbewerber mit 95,7 %.
In seiner Amtszeit schloss die Gemeinde Wölfersheim zwei Städtepartnerschaften, mit L’Isle-sur-le-Doubs in Frankreich und Rabča in der Slowakei. Politisch geprägt wurde Kötter insbesondere durch den Kampf gegen die rechte NPD, die Ende der achtziger Jahre große Erfolge in Wölfersheim feierte. Im Jahr 2016 zog die NPD erstmals nicht mehr in das Wölfersheimer Gemeindeparlament ein, was der Gemeinde bundesweit Anerkennung einbrachte. Wölfersheim hat sich in der Amtszeit von Kötter laut lokaler Presse zur „Musterkommune“ entwickelt, „nicht nur wegen einer soliden Haushaltspolitik (…), sondern auch aufgrund eines innovativen Geistes, der sich etwa an besonderen Serviceleistungen der Gemeinde und einem transparenten Führungsstil festmachen lässt.“
Am 20. September 2017 wurde Kötter von der Verbandskammer des Regionalverbandes FrankfurtRheinMain für sechs Jahre zum hauptamtlichen Ersten Beigeordneten gewählt. Er trat seine Amtszeit am 1. März 2018 an. Seither ist er als Dezernent für die Bereiche Mobilität, Europa, Metropolregion, Klima, Umwelt, Öffentlichkeitsarbeit, Kommunalservice und Finanzen zuständig.
Kötter sitzt ehrenamtlich im Wetterauer Kreistag und ist dort Vorsitzender des Ausschusses für Regionalentwicklung, Umwelt und Wirtschaft. Er ist außerdem stellvertretender Vorsitzender der SPD Wetterau und Mitglied der Regionalversammlung Südhessen.
Im Oktober 2022 wurde er als Kandidat der SPD für die Landratswahl des Wetteraukreises im Herbst 2023 nominiert. Er erhielt bei der Wahl im Oktober 2023 als Zweitplatzierter hinter dem wiedergewählten Amtsinhaber Jan Weckler (CDU) 21,43 Prozent der Stimmen.